# 亚历山德罗夫卡农村居民点 (伊洛夫利亚区)
亚历山德罗夫卡农村居民点（俄语：Александровское сельское поселение）是俄罗斯联邦伏尔加格勒州伊洛夫利亚区所属的一个农村居民点。其下辖有2个居民点，行政中心为亚历山德罗夫卡。据2016年统计，该农村居民点的人口为814人。